# Kummelskären (nordost om Trunsö, Nagu)
Kummelskären är öar nära Nötö i Nagu,  Finland.   De ligger i Pargas stad i landskapet Egentliga Finland. Ön ligger omkring 7 kilometer söder om Nötö, omkring 34 kilometer söder om Nagu kyrka,  67 kilometer sydväst om Åbo och 180 km väster om Helsingfors. Närmaste allmänna förbindelse är förbindelsebryggan vid Sandholm som trafikeras av M/S Nordep.